# Рассейкин, Максим Юрьевич
Максим Юрьевич Рассейкин (род. 26 апреля 1998, Екатеринбург) — российский хоккеист, нападающий.

## Биография
Начал заниматься хоккеем в четыре года. Первый тренер в школе екатеринбургской «Юности», где занимался до 14 лет — Валерий Белухов. В сезонах 2014/15 — 2018/19 играл за молодёжную команду «Автомобилиста» «Авто» в МХЛ. В сентябре 2015 года дебютировал в КХЛ, проведя два матча. С 28 сентября был дисквалифицирован за употребление запрещённых стимуляторов; во второй половине сезона выиграл шесть матчей за команду USHL «Линкольн Старз».
28 июня 2016 года, после окончания дисквалификации, подписал новый контракт с «Автомобилистом»; на протяжении трёх сезонов играл в КХЛ и МХЛ. В сезонах 2017/18 и 2019/20 также выступал за «Горняк» Учалы в ВХЛ.
Сезон 2020/21 провёл в клубе «Юность-Минск», в составе которого стал чемпионом Белоруссии. 12 мая 2021 года вернулся в «Автомобилист», подписав двухлетнее двустороннее соглашение; играл в основном за «Горняк-УГМК» в ВХЛ.
Сезон 2023/24 начал в «Юности», но, проведя пять матчей, перешёл в клуб ВХЛ «АКМ» Тула.